# Aloe nigra
Aloe nigra é uma espécie de liliopsida do gênero Aloe, pertencente à família Asphodelaceae.